# Mecz lekkoatletyczny Czechosłowacja – Polska – Jugosławia 1922
Mecz lekkoatletyczny Czechosłowacja – Polska – Jugosławia 1922 – zawody lekkoatletyczne, które odbyły się 5 i 6 sierpnia 1922 roku w Pradze.
Był to pierwszy w historii mecz lekkoatletyczny reprezentacji Polski. Mecz rozegrano między reprezentacjami mężczyzn na stadionie Slavii Praga, w ramach Słowiańskich Mistrzostw Lekkoatletycznych. W konkurencjach indywidualnych wystąpiło po dwóch zawodników z każdej reprezentacji, a w sztafetach po jednej drużynie. W konkurencjach indywidualnych punktacja była 1:3:5:7:9:11, a w sztafetach 4:12:20. Zwyciężała więc reprezentacja, która uzyskała najmniej punktów. Pierwsze miejsce zajęła Czechosłowacja – 139 punktów, drugie Jugosławia (formalnie Królestwo Serbów, Chorwatów i Słoweńców) – 222 punkty, a trzecie Polska – 251 punktów.

## Rezultaty
| Konkurencja:               | 1. miejsce                                                                              | Rezultat | 2. miejsce                                                                      | Rezultat | 3. miejsce                                                                            | Rezultat | 4. miejsce                     | Rezultat | 5. miejsce                  | Rezultat | 6. miejsce         | Rezultat |
| Bieg na 100 m              | František Skokan                                                                        | 11,4     | Alois Linka                                                                     | o pierś  | Svetozar Popović                                                                      | o pierś  | Aleksandar Spahič              |          | Stanisław Sośnicki          |          | Janusz Habich      |          |
| Bieg na 200 m              | Rudolf Matz                                                                             | 23,2     | František Skokan                                                                | 23,3     | Bohuš Fleischer                                                                       | o 4 m    | Zygmunt Weiss                  |          | Stanisław Rothert           | przedb.  | Grujić             | przedb.  |
| Bieg na 400 m              | Karel Přibyl                                                                            | 53,0     | Branko Kojić                                                                    | 53,8     | Jiří Sýkora                                                                           | o 1 m    | Janusz Habich                  |          | Benče                       | przedb.  | Janusz Rey         | przedb.  |
| Bieg na 800 m              | Václav Vohralík                                                                         | 2:05,6   | Menhart Mišković                                                                | 2:05,8   | Karel Přibyl                                                                          | o 0,5 m  | Wacław Kuchar                  | o 1 mn   | Stanisław Świętochowski     |          | Koloman Seller     | dyskw.   |
| Bieg na 1500 m             | Václav Vohralík                                                                         | 4:15,0   | Menhart Mišković                                                                | 4:20,4   | Jan Brožek                                                                            | o 50 m   | Mieczysław Emchowicz           | 4:34,0   | Petar Butković              | 4:09,0   | Leon Jucewicz      |          |
| Bieg na 5000 m             | Josef Liehne                                                                            | 16:48,0  | Jan Brožek                                                                      | 17,00,0  | Stanisław Ziffer                                                                      | 17:25,0  | Dmitrije Stefanović            | o 60 m   | Jan Baran                   | 0 100 m  | Bela Szekereš      |          |
| Bieg na 110 m przez płotki | Vojtěch Kasl                                                                            | 17,8     | Zdravko Jakupić                                                                 | o 0,5 m  | Wacław Kuchar                                                                         | o 1 m    | Jerzy Misiński                 | o 1,5 m  | Peroslav Ferković           |          | Otakar Jandera     | dyskw.   |
| Sztafeta 4 × 100 m         | Czechosłowacja · František Skokan · Stanislav Macháček, · Bohuš Fleischer · Alois Linka | 45,2     | Królestwo SHS · Jevtanović · Aleksandar Spahič · Svetozar Popović · Rudolf Matz | o 1 m    | Polska · Zygmunt Weiss · Janusz Habich · Stanisław Świętochowski · Stanisław Sośnicki | 45,8     |                                |          |                             |          |                    |          |
| Sztafeta 4 × 400 m         | Czechosłowacja · František Skokan · Jiří Sýkora · Josef Tyls · Karel Přibyl             | 3:38,7   | Królestwo SHS · Branko Kojić · Menhart Mišković · Benče · Rudolf Matz           | 3:43,6   | Polska · Stanisław Świętochowski · Stanisław Rothert · Janusz Rey · Janusz Habich     | 3:43,6   |                                |          |                             |          |                    |          |
| Chód na 2000 m             | Josef Hollmann                                                                          | 9:25,0   | Vojtěch Cíza                                                                    | 9:42,0   | Miroslav Dobrin                                                                       | 10:16,8  | Jan Baran                      | 10,42,0  | Jerzy Misiński              |          | [ a ]              |          |
| Skok wzwyż                 | Wacław Kuchar Vinko Zgaga Otakar Jandera                                                | 1,715    |                                                                                 |          |                                                                                       |          | Julian Gruner Dragutin Teleško | 1,65     |                             |          | Bedřich Bulín      | 1,60     |
| Skok o tyczce              | Ivo Milde                                                                               | 3,30     | Stefan Adamczak                                                                 | 3,215    | Vagner                                                                                | 3,10     | Kazimierz Cybulski             | 3,00     | Alois Linka Lucijan Kovačić | 2,90     |                    |          |
| Skok w dal                 | Alois Sobotka                                                                           | 6,65     | Otakar Jandera                                                                  | 6,34     | Wacław Kuchar                                                                         | 6,195    | Bogdan                         | 6,13     | Aleksandar Spahič           | 6,07     | Stanisław Sośnicki | 6,05     |
| Trójskok                   | Otakar Jandera                                                                          | 12,43    | Wacław Kuchar                                                                   | 12,34    | Ivo Milde                                                                             | 12,02    | Zdravko Jakupić                | 11,95    | Stanisław Sośnicki          | 11,94    | Dragutin Teleško   | 11,11    |
| Pchnięcie kulą             | Karlo Ambrozy                                                                           | 13,285   | Ivo Milde                                                                       | 13,10    | Kosta Jovanović                                                                       | 12,54    | Józef Baran Kazimierz Cybulski | 11,34    |                             |          | Antonin Nimrichter | 10,90    |
| Rzut dyskiem               | Karlo Ambrozy                                                                           | 42,15    | Kazimierz Cybulski                                                              | 39,09    | Sławosz Szydłowski                                                                    | 38,55    | František Janda-Suk            | 36,80    | Josef Kopecký               | 35,05    | Kosta Jovanović    | 33,44    |
| Rzut oszczepem             | Đuro Gašpar                                                                             | 49,85    | Sławosz Szydłowski                                                              | 49,55    | František Hejtmánek                                                                   | 49,53    | Josip Sendić                   | 47,52    | Julian Gruner               | 45,98    | Jaroslav Pašek     | 43,32    |